# Елизабет Баварска (1419 – 1451)
Вижте пояснителната страница за други личности с името Елизабет Баварска.
Елизабет Баварска (на немски: Elisabeth von Bayern; * 1419, † 1 януари 1451) от род Вителсбахи, е баварска принцеса от Бавария-Ландсхут и чрез женитба херцогиня на Вюртемберг.

## Живот
Тя е малката дъщеря на херцог Хайнрих XVI Богатия и съпругата му Маргарета Австрийска.
Елизабет се омъжва на 8 февруари 1445 г. за херцог Улрих V Многообичания от Вюртемберг (1413 – 1480) от род Дом Вюртемберг. Тя е неговата втора съпруга.
Елизабет умира след раждането на дъщеря си Елизабет на 1 януари 1451 г. Улрих се жени след това на 11 ноември 1453 г. за Маргарета Савойска (1420 – 1479), дъщеря на херцог Амадей VIII от Савоя.

## Деца
Елизабет и Улрих имат децата:
- Еберхард II (1447 – 1504), херцог на Вюртемберг
- Маргарета (* 1445/1450, † 21 юли 1479, манастир Либенау при Вормс), доминиканка
- Хайнрих (1448 – 1519), граф на Вюртемберг-Мьомпелгард (1473 – 1482)
- Елизабет (* 23 декември 1450, Ландсхут, † 6 април 1501), омъжена на 13 септември 1469 г. за граф Фридрих II фон Хенеберг-Ашах